# Krbavsko polje (Lika)
Krbavsko polje je polje u kršu Krbave, Lika; 67,3 km². Leži na visini od 626 m do 740 m. Poljem protječu ponornice Krbava i Krbavica; na rubovima periodična vrela i ponori. Uzgaja se ječam i kukuruz (krbavac). Rubom polja vode ceste Udbina – Obrovac i Bunić – Krbava – Gospić.